# هری پی. کین
هری پی. کین (به انگلیسی: Harry P. Cain) سناتور سابق عضو حزب جمهوری‌خواه ایالات متحده آمریکا بود. وی در سال ۱۹۴۶ تا ۱۹۵۳ میلادی سناتور ایالت واشینگتن در سنای ایالات متحده آمریکا بود.